# Molophilus (Molophilus) atrostylus
Molophilus (Molophilus) atrostylus is een tweevleugelige uit de familie steltmuggen (Limoniidae). De soort komt voor in het Palearctisch gebied.